# 孔子廟
孔子廟（こうしびょう）は、中国、春秋時代の思想家、儒教の創始者である孔子を祀っている霊廟（霊を祀る建物）。

## 中国

曲阜の孔廟大成殿（中国）

中国語では孔子庙（簡体字）／孔子廟（繁体字）（コンツーミャオ、拼音: kǒngzǐ miào・注音: ㄎㄨㄥˇ ㄗˇ ㄇㄧㄠˋ）という。一般的に孔庙（簡体字）／孔廟（繁体字）（コンミャオ、拼音: kǒng miào・注音: ㄎㄨㄥˇ ㄇㄧㄠˋ）と呼ばれる。また関帝廟が武廟と呼ばれるのに対比して文廟とも呼ばれる。
曲阜の大成殿は、20世紀初頭に文廟、聖廟、孔廟と様々に呼ばれたが、現在の中国では孔廟とされ、儒教の総本山として厚く信奉されている。その廟には、孔子と四配（顔子・子思・曽子・孟子）らの木像が安置され、『論語』が納められている。また、孔子に対する敬称のひとつ・夫子（ふうし）を使って単に夫子廟といった場合、南京にあるものを指す。
孔子の生まれたとされる魯の国の昌平郷鄹邑（陬邑、すうゆう）、現在の山東省曲阜（きょくふ）に、孔子の死後1年目に魯の哀公が孔子の旧宅を廟にしたとされ、そこに孔子廟が作られたのがそもそもの始まりであった。

## 日本にある孔子廟

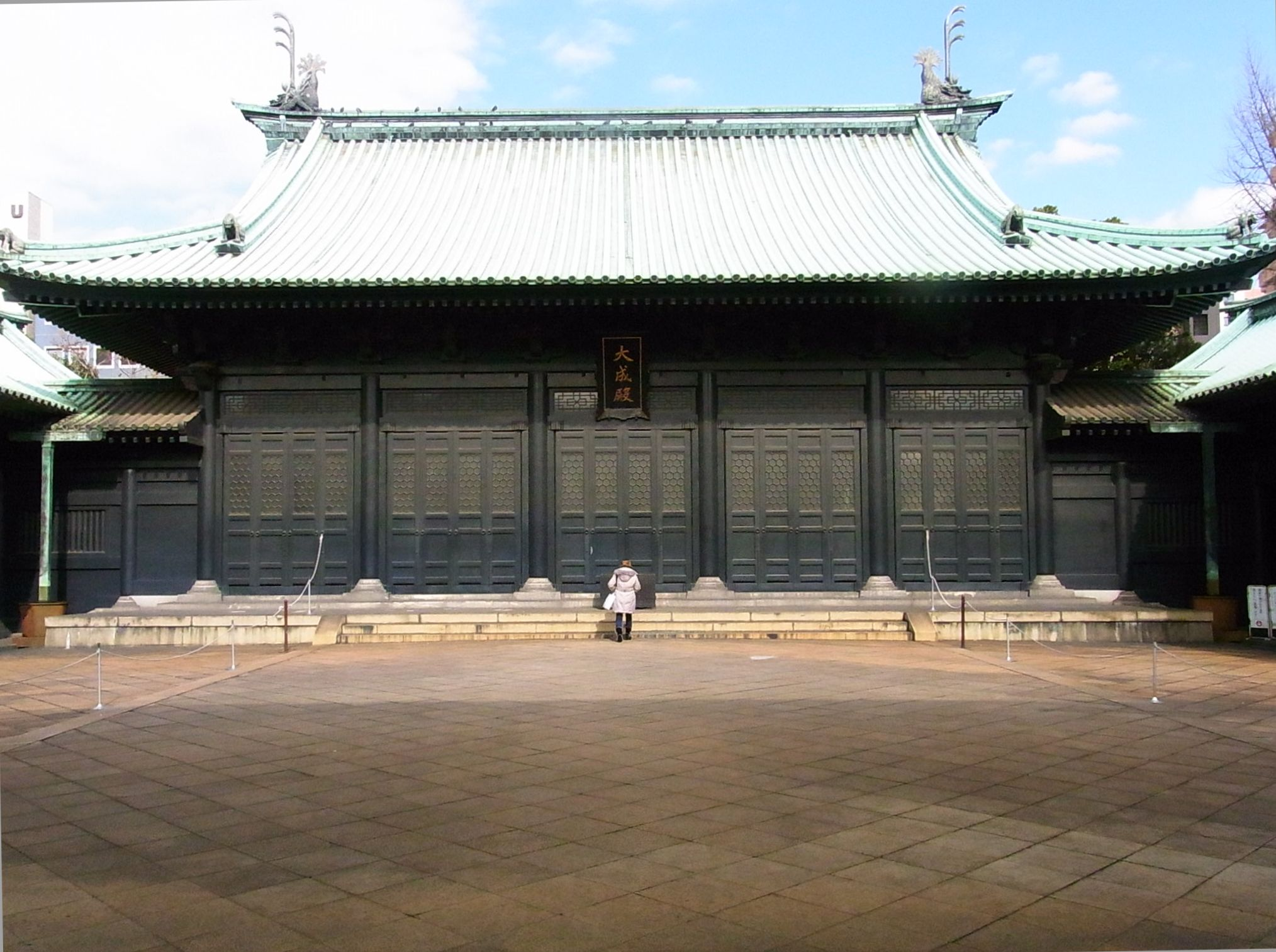
湯島聖堂の大成殿（孔子廟）（2010年2月3日撮影）

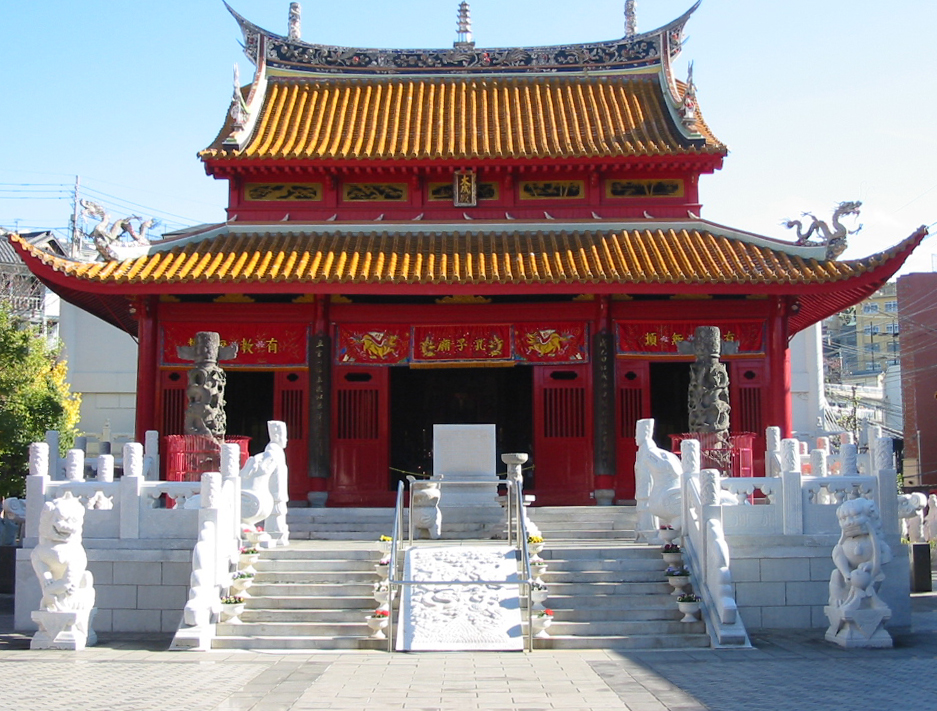
長崎孔子廟大成殿

日本にも、各地に孔子廟がある。多くは儒学の学校に付随して建てられる。
東京都には湯島聖堂があり、江戸時代(1690年)から設けられた。「昌平坂学問所」に付随して設置された。もともと朱子学の林羅山が上野忍が岡に先聖殿を築いたものを、江戸幕府が日本における儒教の学校として、湯島（御茶ノ水）に移築し、開き、林家の学問所としても発展した。
長崎にも「孔子廟」がある。江戸時代以降、外国貿易の地と定められ、唐人屋敷があった長崎に、明治26年（1893年）、清国政府と在日華人が協力して、中国の総本山並に伝統美あふれた「孔子廟」が作られた。この「孔子廟」には、孔子と72賢人石像や孔子の教えを始め、中国の文化・学術を伝える施設の「中国歴代博物館」も孔子廟の「大成殿」裏にあり、中国の貴重な資料とともに、一般に公開されている。
ほかには、足利学校（栃木県足利市）や閑谷学校（岡山県備前市）の聖廟、多久聖廟（佐賀県多久市）なども知られている。
また、沖縄県那覇市には至聖廟がある。もともとあった廟は1676年に創建されたものであったが、沖縄戦により灰燼に帰したため、1975年に再建された。2013年には、松山公園内（久米郵便局跡地）に建立された。市長が建立地である公園の土地使用料を無償としていたものの、これは孔子廟訴訟にて違憲と判断された。
長野県上伊那郡飯島町田切にある孔子廟は、青銅の孔子像と、当地の蚕糸組合「龍水社」を同志とともに設立した「山田織太郎翁」の石碑とともに設置されて祭られている。

## 朝鮮半島にある孔子廟

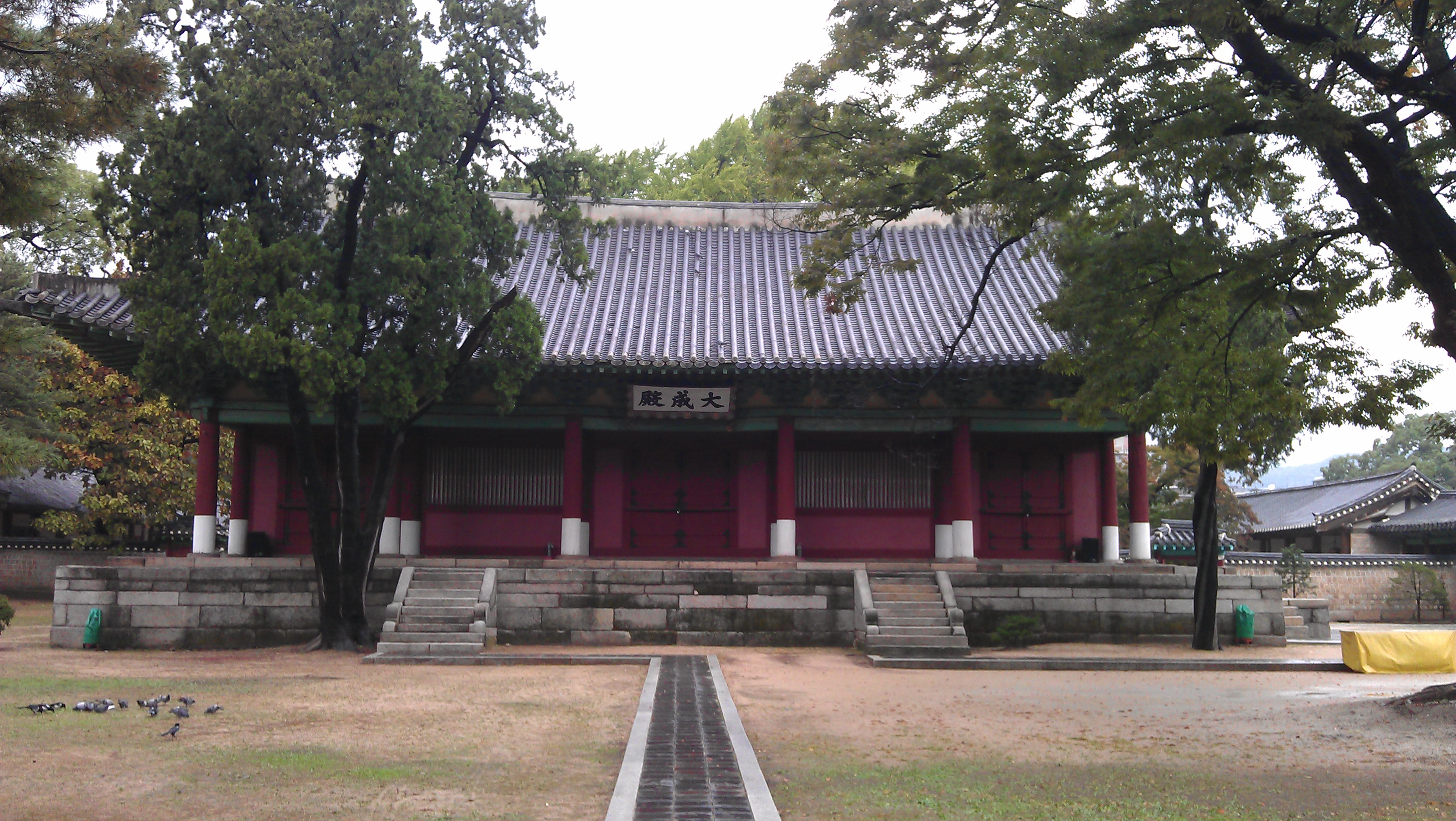
朝鮮成均館の文廟大成殿

朝鮮半島では8世紀頃、新羅が唐王朝から孔子廟の制度を受け入れ、当時国立最高学部であった国学の内に孔子の祀廟を設置したことを始まりとし、以後の王朝でもそれを受け継いで高麗では開城の「国子監」、李氏朝鮮では漢城の「成均館」に付随してこれが司る孔子廟を設け、それを「文廟」（문묘）と呼んだ。文廟では、中央に「大成殿」（대성전）を建て、孔子とその弟子十人、周敦頤・朱子などの宋代の朱子学者、及び崔致遠・鄭夢周・李滉（李退渓）・李珥（李栗谷）等の朝鮮半島の有名儒学者を、大成殿の両翼に「東廡」（とうぶ・동무）・「西廡」（せいぶ・서무）の建物を設け、漢・唐以来の中国の儒学者と朝鮮半島の儒学者たちを共にも祀っていた。
地方でも成均館を倣って官学の「郷校」に孔子を祀る祀堂を置いた。なお、15世紀以後では、儒教の民間への拡散と共に各地で私塾である書院の設立が盛んとなり、書院でも必ずや孔廟が建てられ、孔子と儒学者たちを祀った。書院はのち各地の郷里士林の根拠となり、中央政治にも大きな影響を及ぼった。有名な書院で「陶山書院」などがある。
今でも成均館では年に二回（春の旧暦二月と秋の旧暦八月に各一回）「釈奠大祭」（せきてんたいさい・석전대제）と呼ばれる孔子を祀る儀式が行われているが、今の成均館は日本併合時代の以来、国立ではなく私立の大学になってそこに置かれている成均館がこれを司っている。そのほか各地の書院でも「釈菜」（せきさい・석채）と呼ばれる規模の小さい祀りが今までも行われている。

## 台湾にある孔子廟

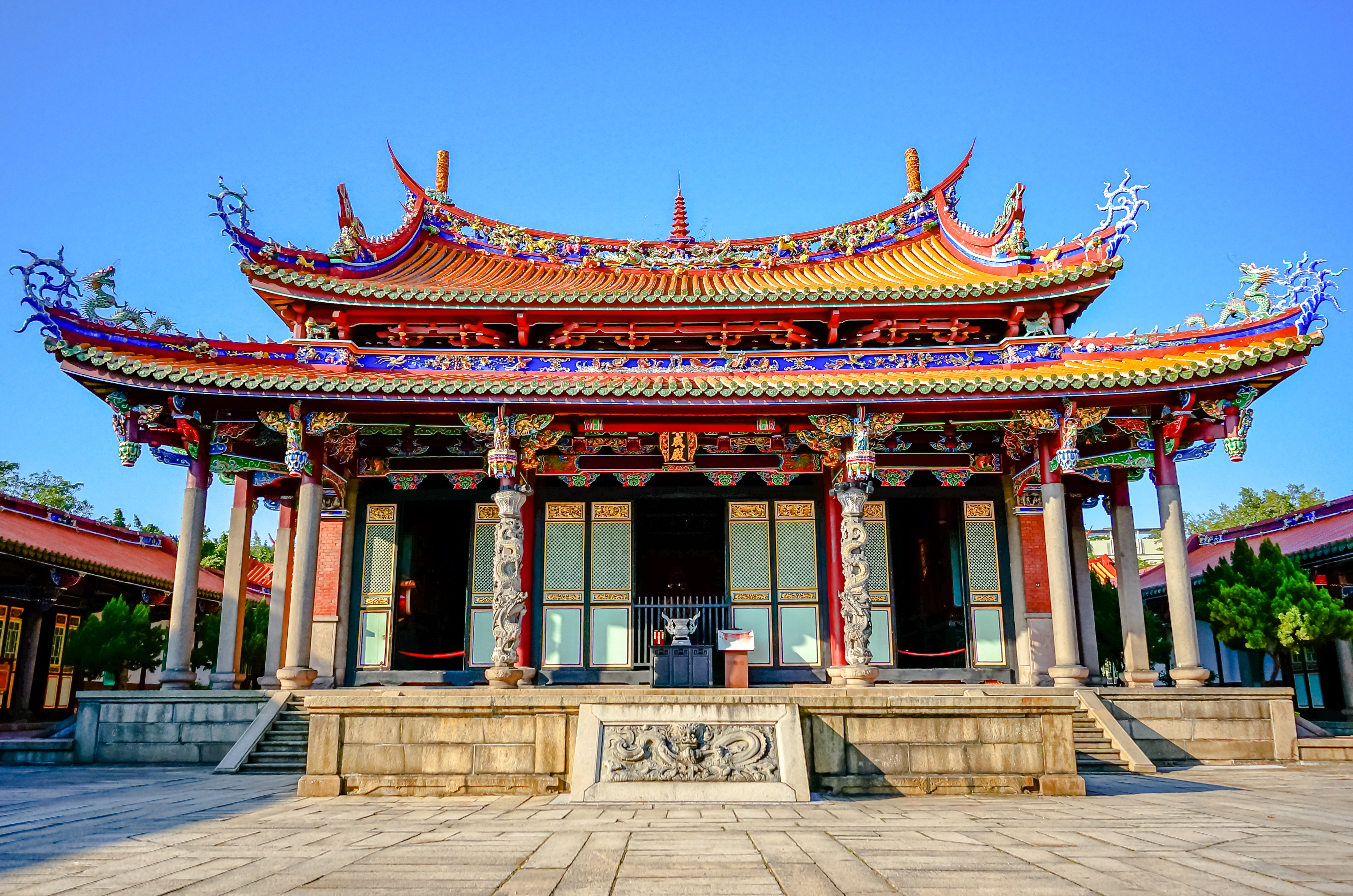
台北孔子廟

台南孔子廟、台北孔子廟など台湾の各地にある。

## ベトナムにある孔子廟
順化国子監、会安文廟、海陽文廟、安寧文廟、河内文廟などがある。

## マレーシアにある孔子廟
マレーシア最初の孔子廟は檳城孔聖廟中華小學（zh:孔聖廟中華學校、en:Chung Hwa Confucian School）という小学校に位置している。清朝の大使の張弼士によって建てられた。その昔、多くの児童が登校初日には孔子廟に連れていかれて、儒教の教えに従い勤勉に勉学に励むという希望を書く儀式に出席したという。
その他、マラッカにも馬六甲孔子大廈という学院が建てられており、そこでは毎年祭孔活動が行なわれている。
クアラルンプールにも吉隆坡尊孔独立中学（zh:吉隆坡尊孔独立中学）という学校が建てられており、そこでは毎年孔子の誕生日を祝い、孔子に関する講座が開かれている。